# 德朗格阿德拉
德朗格阿德拉（Dhrangadhra），是印度古吉拉特邦Surendranagar县的一个城镇。总人口70653（2001年）。

## 人口
该地2001年总人口70653人，其中男性38155人，女性32498人；0—6岁人口8521人，其中男4615人，女3906人；识字率67.63%，其中男性为75.39%，女性为58.51%。